# Jadreški
Jadreški je vesnice v Chorvatsku v Istrijské župě, spadající pod opčinu Ližnjan.

## Obyvatelstvo
Podle údajů ze sčítání lidu z roku 2001 žilo ve vesnici 321 obyvatel a nacházelo se zde 102 rodinných domácností.